# یابوونکا-شویرچوو
یابوونکا-شویرچوو (به لاتین: Jabłonka-Świerczewo) یک روستا در لهستان است که در گمینا وسوکیه مازوویتسکیه واقع شده‌است.